# Rue de la Branlette
 (novembre 2022).
La rue de la Branlette est une voie de Saint-Jean-Port-Joli au Québec.

## Description

### Situation et accès
La rue de la Branlette est située à Saint-Jean-Port-Joli,,,,,. La rue est rectiligne et longue d’un peu moins de 100 m. Le début de la rue de la Branlette se situe à l’intersection avec la rue de l’Église,. La rue se termine en impasse,,.

### Dénomination
La provenance de cet odonyme est incertaine. Selon la Commission de toponymie du Québec, l’hypothèse la plus probable met en avant la mauvaise qualité de la chaussée, faite de billots de bois à travers une zone marécageuse. Les travaux de la Commission s’appuient notamment sur ceux de Jean-Guy Toussaint du journal de Saint-Jean-Port-Joli L’Attisée qui affirme par ailleurs que « les fermiers du deuxième rang qui transportaient leur crème à la beurrerie se faisaient secouer et on disait qu’ils en avaient la branlette »,,.
La seconde hypothèse se rapporte à un mendiant qui vivait dans cette rue à la fin du XIXe siècle et dont le nom de famille était difficile à prononcer, ce qui fait qu’il a hérité du surnom « La Branlette »,,.

## Historique
Le tracé de la rue est reporté sur une carte topographique de Saint-Jean-Port-Joli éditée en 1984, toutefois la voie n’est pas nommée.

## Fonction urbaine
La rue de la Branlette n’est bordée que de quelques logements. En 2024, elle en comporte une dizaine.

## Dans la littérature
Liste non-exhaustive des ouvrages dans lesquels la rue de la Branlette est mentionnée :
- Henri Dorion et Marc Richard, Nommer le monde : Essai de toponymie d ̓ici et d ̓ailleurs, Fides, 2019 (ISBN 9782762143638, OCLC 1104210412);
- Karen Dolby, Secrets d'Histoire et autres histoires d'alcôve, Hachette, 2014, 192 p. (ISBN 9782012316201), p. 36.